# Mladí lidovci

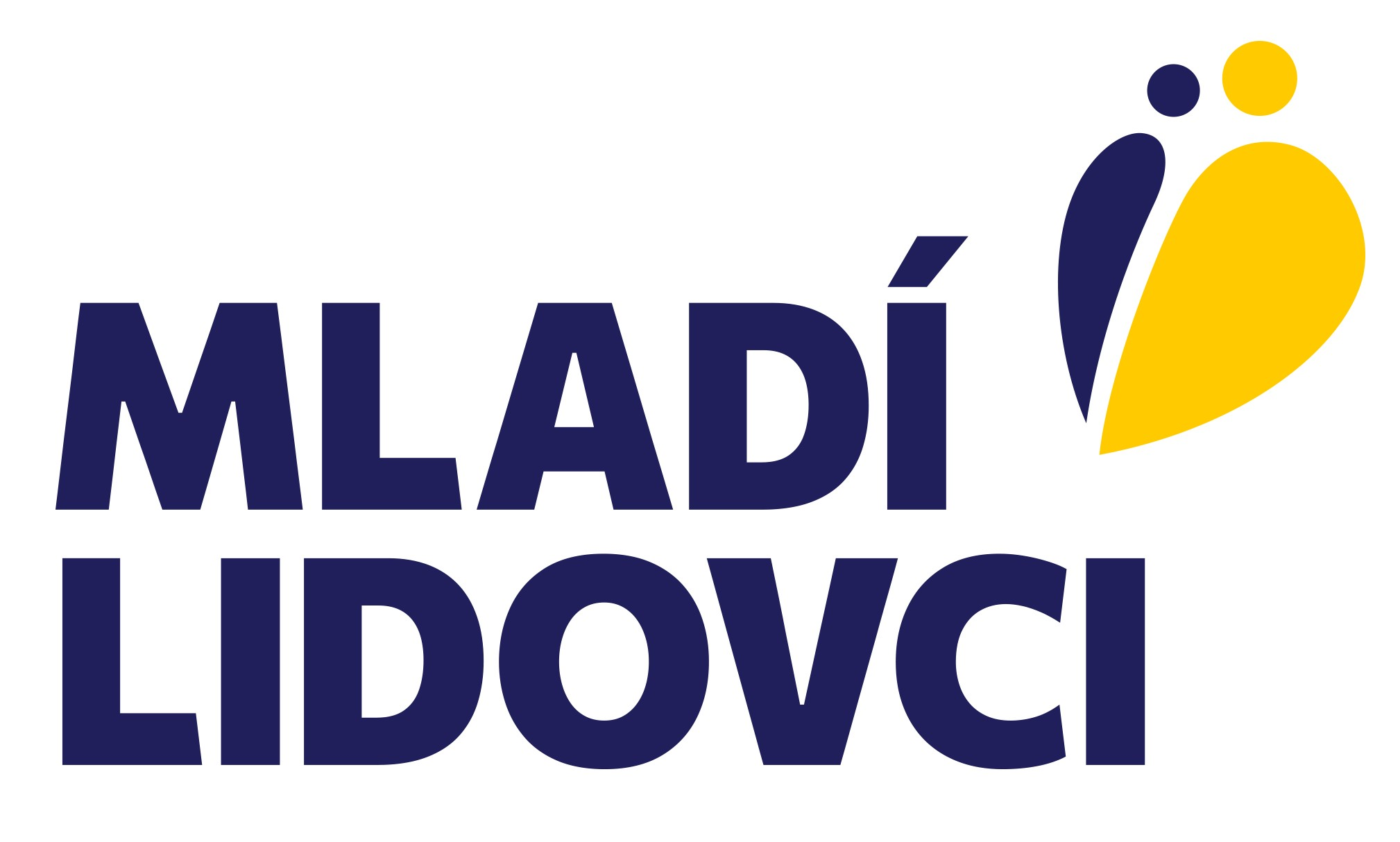
Logo

 Mladí lidovci (JV, deutsch: Junge Volksparteiler, ML) ist eine politische Jugendorganisation in der Tschechischen Republik für Studenten und junge Leute im Alter von 15 bis 35 Jahren. Sie ist die offizielle Jugendorganisation der Christlichen und Demokratischen Union – Tschechoslowakische Volkspartei, oft abgekürzt als lidovci („die Volksparteiler“).

## Geschichte
Mladí lidovci wurde 2012 gegründet und ist heute mit 420 Mitgliedern die größte Jugendorganisation Tschechiens. Erster Vorsitzender war Petr Hladík (2012–2015). Das Engagement basiert auf christlichen und konservativen Werten, der offizielle Slogan lautet „Wir verändern die Welt zum Besserent“ (tschechisch: Měníme svět k lepšímu).
Die Mladí lidovci baut auf der Kontinuität der historischen Organisationen der Partei wie der Jungen Generation der Tschechoslowakischen Volkspartei in den Jahren 1927–1938 und der Jugend der Tschechoslowakischen Volkspartei in den Jahren 1945–1948.
Im Juni 2021 fusionierten die ehemaligen Jungen Christdemokraten, die von 1998 bis 2021 existierten, mit der Jungen Volkspartei, die zur einzigen Jugendorganisation der Partei wurde.

## Aktivitäten
Die Organisation ist das ganze Jahr über aktiv und bietet Veranstaltungen wie Teambuildinge, Bälle, Ausflüge, Politikseminare, politische Workshops, Vorträge, Debatten bis hin zu bundesweiten Konferenzen. Das Hauptziel aller Veranstaltungen ist die persönliche Entwicklung des Menschen. Das Flaggschiff-Event der Jungen Volksparteiler ist das Summercamp, das jedes Jahr regelmäßig stattfindet.